# Handley Page Halifax
De Handley Page Halifax is een bommenwerper ontworpen door de Britse vliegtuigfabrikant Handley Page. In de Tweede Wereldoorlog was het, samen met de Avro Lancaster en de Short Stirling, een van de belangrijkste viermotorige zware bommenwerpers van de Royal Air Force (RAF).
Er zijn ongeveer in totaal 6178 exemplaren gebouwd. De Halifax heeft gevlogen voor het Bomber Command, Coastal Command en Transport Command.

## Ontwerp
Handley Page ontwierp de Halifax, op basis van specificatie P.13/36 van het Britse luchtvaartministerie, als een middelgrote bommenwerper voor de middellange afstand. De Halifax was aanvankelijk ontworpen met twee Rolls Royce Vulture-motoren, maar omdat de prestatie van deze motoren onvoldoende was, werd het ontwerp aangepast. Deze aanpassingen resulteerden in een groter vliegtuig, aangedreven door vier Rolls-Royce Merlin X-motoren. Op 25 oktober 1939 vloog het eerste, nog niet bewapende prototype. Een jaar later vloog een bewapend prototype. 
De Halifax werd gedurende de oorlog steeds doorontwikkeld en er is een groot aantal versies van gebouwd. De Handley Page Mk VIII en Mk IX waren geen bommenwerpers, maar transporttoestellen.

## Inzet
De Halifax was een multifunctioneel vliegtuig. Het vliegtuig werd gebruikt voor bombardementen, het leggen van mijnen, het verstoren van vijandelijke radar en maritieme verkenningen. Het toestel sleepte Horsa-zweefvliegtuigen en werd gebruikt bij luchtlandingsoperaties.
In 1940 kwamen de eerste toestellen de fabriek uit. De eerste missie was op 11 maart 1941 op Le Havre. Tijdens het bombardement op Keulen van 30 op 31 mei 1942 werden veel Halifaxen ingezet. Nadien volgden soortgelijke aanvallen op Essen en Bremen. Het toestel was ook verantwoordelijk voor de vernietiging van V1-lanceerinstallaties.

## In dienst bij
In de Tweede Wereldoorlog was de Halifax in dienst bij:
- Britse luchtmacht
- Koninklijke Canadese luchtmacht
- Koninklijke Australische luchtmacht
- Koninklijke Nieuw-Zeelandse luchtmacht
- Poolse luchtmacht in Groot-Brittannië[6]
- Luchtmacht van de Vrije Fransen[5]